# 劇場版ポケットモンスター アドバンスジェネレーション 裂空の訪問者 デオキシス ミュージックコレクション
『劇場版ポケットモンスター アドバンスジェネレーション 裂空の訪問者 デオキシス ミュージックコレクション』は、劇場版『ポケットモンスター アドバンスジェネレーション 裂空の訪問者 デオキシス』のサウンドトラック。2004年8月3日にメディアファクトリーから発売された。

## 概要
- 劇場版『ポケットモンスター アドバンスジェネレーション 裂空の訪問者 デオキシス』のサウンドトラック。
- CDジャケットには、サトシ、ピカチュウ、タケシ、ハルカ、マサト、トオイ、デオキシス、レックウザ、プラスル、マイナンが描かれている。

## 収録曲
1. いっぱいサマー!!
歌：田村直美とヒマワリ合唱団
作詞：ピカチュウ学芸部 / 作曲・編曲：たなかひろかず
2004年「ポケモンぬりえ＆イラストコンテスト」テーマ曲
2. アバン（ポケットモンスターの世界）
3. アバン（トレーナー・サトシ）
4. 劇場版ポケットモンスター2004 タイトルテーマ
5. 氷原のポケモンたち（少年トオイ）
6. 氷原の決戦（レックウザVsデオキシス）
7. ゴンベのテーマ
8. ラルースシティ
9. レッツ・タッグバトル!
10. デオキシスのテーマ
11. サトシ、トオイ 友情のはじまり
12. 街の危機（レックウザVsデオキシス）
13. 捕獲（デオキシス・シャドー）
14. プラスル、マイナン、そして…
15. レックウザVsデオキシス（決戦!!）
16. 救出成功
17. 団結!
18. 不思議なお友達、それは…
19. 死闘
20. デオキシス再会
21. 頑張れサトシ!!
22. 旅立ち
23. L・O・V・E・L・Y 〜夢見るLOVELY BOY〜
歌：Tommy february6
作詞：Tommy february6 / 作曲・編曲：MALIBU-CONVERTIBLE
24. チャレンジャー!!（TVサイズ）
歌：松本梨香
作詞：許瑛子 / 作曲・編曲：たなかひろかず